# Megacles (architect)
Megacles (Oudgrieks: Μεγακλῆς / Megaklễs) was een oud-Grieks architect van de late 6e en vroege 5e eeuw v.Chr.
Volgens Pausanias bouwde hij samen met Pothaeus en Antiphilus in het heiligdom van Olympia de thesauros (het schathuis) van de Carthagers, dat zich naast het schathuis van de Sikyoniërs zou hebben bevonden. Pausanias bedoelde waarschijnlijk het schathuis van de Syracusanen en niet dat van de Carthagers. Want het schathuis bood volgens Pausanias' verdere uitleg een zeer groot standbeeld van Zeus en drie linnen borsplaten (linothoraxes), die Gelon en de Syracusanen na een tegen de Carthagers gewonnen slag – op archeologische en historische gronden kan hiermee slechts de slag bij Himera (480 v.Chr.) worden bedoeld – die ze aan Zeus hadden gewijd.